# رادنی کینگ
رادنی کینگ (انگلیسی: Rodney King)؛ (۲ آوریل ۱۹۶۵ در ساکرامنتو - ۱۷ ژوئن ۲۰۱۲ در ریالتو، کالیفرنیا)، شهروند سیاه‌پوست آمریکایی با اصالت آفریقایی بود که در اواخر قرن بیستم میلادی به دنبال شورش‌های ۱۹۹۲ که در شهر لس آنجلس، کالیفرنیا آمریکا روی داد پس از پخش شدن ویدئو که توسط «جورج هالیدی» گرفته شده بود، به شهرت رسید؛ در این ویدئو کینگ ضربات سنگینی را از مأموران پلیس لس‌آنجلس در تاریخ ۳ مارس ۱۹۹۱ متحمل می‌شود که حوادث کتک خوردنش بعدها به نام «ماجرای رادنی کینگ» شناخته شد. این ویدئو شاهد پوشش خبری گسترده‌ای بود که منجر به شروع اعتراضات وسیعی در آمریکا شد، این اعتراضات به دلیل این بود که افراد پلیس که کینگ را کتک زده بودند، توسط دادگاه این کشور تبرئه شدند.